# Уотсон, Эндрю
Эндрю Уотсон (англ. Andrew Watson; 24 мая 1856, Джорджтаун, Британская Гвиана — 8 марта 1921, Лондон, Великобритания) — шотландский футболист, выступавший на позиции защитника. Игрок сборной Шотландии.
Является первым темнокожим футболистом, выступавшим за какую-либо футбольную сборную. Интересно, что следующим темнокожим футболистом, сыгравшим за Шотландию, стал Найджел Куаши, который дебютировал за сборную в мае 2004 года, спустя больше чем 120 лет после Эндрю Уотсона.

## Биография
Родился 24 мая 1856 года в столице Британской Гвианы Джорджтауне, в семье управляющего сахарной плантацией Питера Миллера Уотсона (1805–1869) и местной женщины Ханны Роуз (англ. Hannah Rose). Позже Эндрю вместе с отцом и сестрой Аннеттой прибыли в Великобританию, где после смерти отца в 1869 году они получили солидное наследство.
Эндрю Уотсон обучался в Heath Grammar School в Галифаксе, Уэст-Йоркшир, а затем, с 1871 года в  King's College School в Уимблдоне, где согласно записям, он преуспел в спорте, в частности в футболе. Позже он изучал натурфилософию, математику и инженерию в Университете Глазго. Покинул университет через год и в 1877 году стал партнёром в «Watson, Miller, and Baird», оптовом складском бизнесе в Глазго.
В ноябре 1877 года Уотсон женился на Джесси Ниммо Армор (1860–1882), дочери Джона Армора. У них родились двое детей: сын Руперт Эндрю (р. 1878) и дочь Агнес Мод (р. 1880). Летом 1882 года семья переехала в Лондон по рабочим причинам, а осенью того же года жена Уотсона скончалась, после чего дети вернулись к родственникам в Глазго.
Уотсон вернулся в Глазго, где в феврале 1887 года женился во второй раз на Элизе Кейт Тайлер (1861—1949). У пары было двое детей: сын Генри Тайлер (р. 1888) и дочь Филлис Кейт (р. 1891). Позже он переехал в Ливерпуль, где работал на кораблях и сдавал экзамены на квалификацию морского инженера.

### Футбольная карьера
В 1874 году Уотсон присоединился к клубу «Паркгроув», где играл вместе с другим темнокожим футболистом Робертом Уокером.
14 апреля 1880 года Уотсон был отобран в команду города Глазго на игру против Шеффилда, в которой Глазго победил со счётом 1:0. Также он должен был поехать с командой в тур по Канаде летом того же года, но после смерти председателя Шотландской футбольной ассоциации Уильяма Дика, тур был отменён.
В апреле 1880 года он также был приглашён в «Куинз Парк» — крупнейший клуб Великобритании, с которым он несколько раз выиграл Кубок Шотландии, став таким образом первым темнокожим футболистом, выигравшем официальный футбольный турнир. 
12 марта 1881 года Уотсон дебютировал за сборную Шотландии в товарищеском матче со сборной Англии, на который он вышел в качестве капитана команды. Встреча завершилась победой Шотландии со счётом 6:1 и до сих пор остаётся крупнейшим домашним поражением в истории сборной Англии.  14 марта, также в роли капитана, Уотсон вышел на товарищескую игру со сборной Уэльса, в которой Шотландия вновь одержала крупную победу — 5:1.
Спустя год, 11 марта 1882 года футболист провёл свой последний матч за национальную команду. На стадионе в Глазго Шотландия с крупным счётом переиграла Англию — 5:1. Летом того же года он переехал в Лондон, после чего перестал вызываться в сборную, поскольку в те времена туда приглашали только игроков, выступающих в Шотландии. В Лондоне Уотсон присоединился к клубу «Свифтс» и стал первым темнокожим участником Кубка Англии. В 1884 году он перешёл в другой лондонский клуб «Коринтиан», а в 1885 вернулся в «Куинз Парк». Последним клубом в карьере игрока стал английский клуб «Бутл».

## Достижения
«Куинз Парк»
- Обладатель Кубка Шотландии (3): 1880/81, 1881/82, 1885/86